# マハメド・アブディ・ハシ
マハメド・アブディ・ハシ (Mohamed Abdi Hashi, ソマリ語: Maxamed Cabdi Xaashi) はプントランドの政治家。 アブドゥラヒ・ユスフ大統領時代の副大統領を務め、アブドゥラヒ・ユスフがソマリア暫定連邦政府の大統領に転出したため、数カ月の間、繰り上げで大統領となった。

## 生い立ち
マハメド・アブディはドゥルバハンテ氏族のカヤード支族の出身。
マハメド・アブディはソマリアのスール地域のラス・アノドの西にあるHargagaの農村地域で生まれた。
1955年9月に息子のアブディラフマン・マハメド・アブディ・ハシが生まれている。

## 政治活動
政治団体United Somali Party (USP) の議長も務めており、1993年1月にエチオピアのアディスアベバで行われたソマリア内戦の和解会議にも出席している。
1996年末、ディアスポラの支援を受けたマハメド・アブディら反ソマリランド派は、ボアメでドゥルバハンテ氏族会議を開催し、ドゥルバハンテ氏族などで構成されるハルティの団結が決議された。これが後のプントランド建国のきっかけの一つとなった。

## プントランド副大統領から暫定大統領へ
1998年にプントランドが建国されると、 アブドゥラヒ・ユスフが大統領となった。
選挙前の取り決めで、大統領はマジェルテーン氏族から、副大統領はデュルバハンテ氏族から、議会議長はワルサンガリ氏族から出されることになっていた。副大統領はデュルバハンテ氏族の支族同士で争われることとなり、カヤド支族のマハメド・アブディ、バハラサメ支族のアフメド・アブディ・ハルサデ、ジャマク・シヤド支族のアフメド・マハムド・ゴンレの3名の内、マハメド・アブディが副大統領となった。
マハメド・アブディは以後、6年以上にわたって副大統領（および暫定大統領）を務め、権力に固執するユスフ大統領とはしばしば対立した。
一方、ソマリア内戦終結のため、諸外国はソマリア中央政府の再建を支援し、その準備機関としてソマリア暫定連邦政府が設けられた。2004年10月10日、アブドゥラヒ・ユスフはその初代大統領に就任した。マハメド・アブディは次回プントランド大統領選挙までのつなぎとして、プントランドの大統領に就任した。
なお、アブドゥラヒ・ユスフは2001年に1度大統領職を追放されており、数カ月の間、ユスフ・ハジ・ヌル、ジャマ・アリ・ジャマといった人が大統領に就いたため、マハメド・アブディは形式的には5代目のプントランド大統領である。しかし、ユスフ・ハジ・ヌル、ジャマ・アリ・ジャマはすぐに軍事的に追放されて再びユスフが大統領となったため、マハメド・アブディは「プントランドの2代目大統領」と表現されることがある。一方で、次回大統領選挙までの間、副大統領から昇格した立場なので、暫定大統領と称されることもある。
2004年10月末、プントランドと西隣のソマリランドとの間で戦闘が発生した。これに対してマハメド・アブディ大統領は「非常に危険な状態である」とソマリア暫定連邦政府のユスフ大統領に書簡を送った。
2005年1月8日、議会投票の結果、マハメド・アブディ30票、マハムド・ムセ・ヘルシ35票となり、マハメド・アブディは落選し、マハムド・ムセ・ヘルシがプントランド大統領に就任した。

## 大統領引退後
2019年4月、マハメド・アブディは、ケニアのナイロビの自宅でプントランド大統領サイード・アブドゥラヒ・デニの訪問を受けている。
マハメド・アブディはケニアのナイロビで病気になり、それから間もない2020年7月12日に亡くなった。
マハメド・アブディはプントランドの首都ガローウェに埋葬された。

## 家族
- アブディラフマン・マハメド・アブディ・ハシ（英語版） - 息子。ソマリア連邦政府の元水産海洋資源長官。

## その他
マハメド・アブディは2003年のインタビューで、1988年に当時のソマリア政府がイサック氏族と彼らの軍閥ソマリ国民運動を爆撃したことに関して、「彼らはソマリアを破壊するギャングであり、政府として対応が必要だった」との持論を述べている。